# Milichiella pseudodectes
Milichiella pseudodectes är en tvåvingeart som först beskrevs av Seguy 1933.  Milichiella pseudodectes ingår i släktet Milichiella och familjen sprickflugor.
Artens utbredningsområde är Moçambique. Inga underarter finns listade i Catalogue of Life.